# Glenea crucicollis
Glenea crucicollis är en skalbaggsart som beskrevs av Stefan von Breuning 1956. Glenea crucicollis ingår i släktet Glenea och familjen långhorningar. Inga underarter finns listade i Catalogue of Life.